# Bastian Steger
Bastian Steger (Oberviechtach, 19 maart 1981) is een Duits tafeltennisser. Hij nam deel aan de Olympische Zomerspelen van 2012 en 2016. Beide keren pakte bij de bronzen medaille met het herenteam.

## Belangrijkste successen

### Enkelspel
- Wereldkampioenschappen: 2015- kwartfinale
- Europese kampioenschappen: Brons in 2012 en 2013

### Team
- Olympische spelen: Brons op de spelen van 2012 en 2016
- Wereldkampioenschappen: Zilver in 2010, 2012 en 2018. Brons in 2006
- Europese kampioenschappen: zes maal opeenvolgend goud van 2007 t/m 2013